# Pierre Sergent
Pierre Sergent (ur. 28 marca 1895 w Paryżu  – zm. 14 maja 1981 w Strasburgu) – francuski kolarz torowy, brązowy medalista mistrzostw świata.

## Kariera
Największy sukces w karierze Pierre Sergent osiągnął w 1921 roku, kiedy zdobył brązowy medal w wyścigu ze startu zatrzymanego zawodowców podczas mistrzostw świata w Kopenhadze. W zawodach tych wyprzedzili go jedynie Holender Piet Moeskops oraz Robert Spears z Australii. Był to jedyny medal wywalczony przez Sergenta na międzynarodowej imprezie tej rangi. Ponadto dwukrotnie zdobywał medale torowych mistrzostw Francji, choć ani razu nie wygrał. Nigdy też nie wystąpił na igrzyskach olimpijskich.